# أندريه لافاييت
أندريه لافاييت (بالفرنسية: Andrée Lafayette) هي ممثلة فرنسية، ولدت في 19 مايو 1903 في فرنسا، وتوفيت بنفس المكان في 3 أكتوبر 1989.

## وصلات خارجية
- أندريه لافاييت على موقع IMDb (الإنجليزية)